# Bad Salzhausen
Bad Salzhausen ist ein Stadtteil von Nidda im hessischen Wetteraukreis.

## Geographische Lage
Das Heilbad liegt, von Wald umgeben, in der nördlichen Wetterau am südlichen Rand des Vogelsberges, mitten in Oberhessen.
Bad Salzhausen gehörte von 1874 bis 1972 zum Landkreis Büdingen.

## Geschichte

### Mittelalter

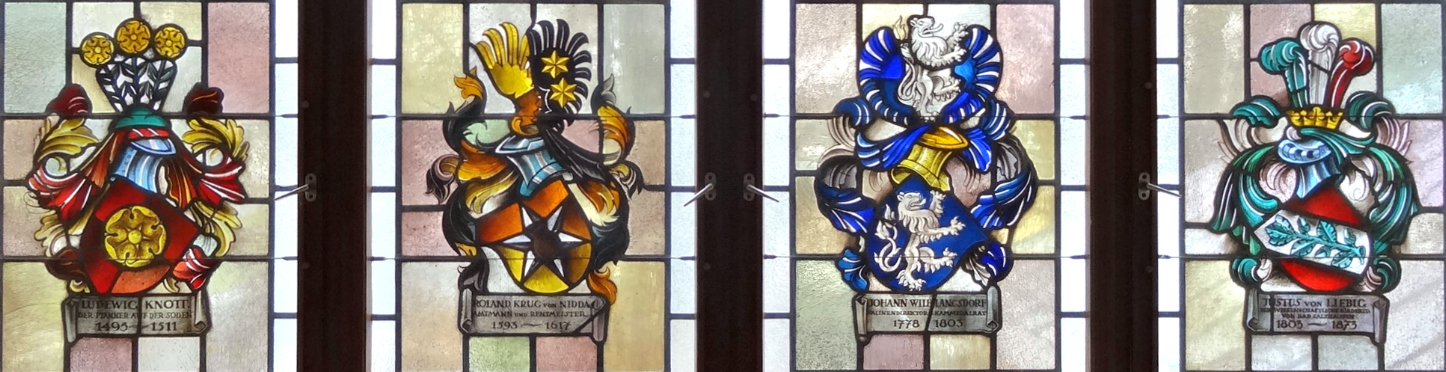
Wappen von Ludwig Knott, Roland Krug, Johann Wilhelm Langsdorf, Justus von Liebig, evangelische Kapelle

Die älteste erhaltene Erwähnung des Ortes stammt von 1187 als Salzhusen, das heißt Häuser bei den Salzquellen, und findet sich in einer Schenkungsurkunde der Grafen Berthold von Nidda an die Johanniter in Nidda, wonach der Ort einen kleinen Zehnt von 24 Äckern und einem Malter Hafer leisten musste. 1315 wird Salzhausen erneut erwähnt, wieder mit den Grafen und den Johannitern, diesmal jedoch in einer Streitsache. 1446 taucht der Ortsname in einem Zinsverzeichnis des Amtes Nidda auf. Erwähnt wird darin ein zinspflichtiger Bewohner namens „Hensel der Soder“. Der Name lässt vermuten, dass zu dieser Zeit im Ort schon Salz gewonnen wurde, wenn auch nur in kleinem Maßstab.

### Salzgewinnung
Ludwig Knott erscheint als erster Salzsieder (Pfänner) in Salzhausen. Knott betrieb zwei Salzpfannen und beschäftigte drei Söder. Er hatte dem Amt Nidda zwei Gulden zu zahlen. Wegen des hohen Verbrauchs an Holz beim Salzversieden (das Gradieren der Sole war in dieser Zeit noch unbekannt) blieb Knotts Ertrag gering. 1593 erhielt der Niddaer Amtmann Roland Krug Salzhausen als Lehen. Er führte Strohleckwerke ein, bei denen über Stroh gradiert wurde (Salzwasser fließt mehrmals über Stroh und verdunstet) und die Salzkonzentration der Sole stieg. Das erste Gradierwerk wurde um 1600 erbaut – gegenüber dem bisherigen Sieden in Pfannen ein wichtiger Fortschritt. Das Lehen blieb bis 1729 bei der Familie, die das Salzwerk nach und nach verfallen ließ, bis das Lehen schließlich abgelöst wurde. 1776–1786 leiteten der hessisch-darmstädtische Kammerrat Johann Wilhelm Langsdorf und seine Nachfahren neue technische Entwicklungen ein. Sieben Gradierbauten und die Einführung der Dorngradierung erhöhten den Grad der Sole. Neue Quellen wurden erbohrt und eine sog. „Wasserkunst“ betrieb Pumpen über ein kunstvolles Gestänge mit Wasser der Nidda. Das 18. Jahrhundert war die Blütezeit der Salzgewinnung. Pro Jahr wurden bis zu 4600 Zentner Salz gefördert. Nach mehreren Erdbeben versiegten einige Quellen und die noch förderbare Sole wies nur noch geringen Salzgehalt (Lötigkeit) auf. Nachdem auch weitere Bohrungen keine Abhilfe schafften, wurde die Salzgewinnung 1860 eingestellt.
Johann Wilhelm Langsdorfs Sohn, der Salinenrat Karl Friedrich Langsdorf, schuf den Übergang vom Salzsiedeort zum Kurbad. Anfangs wurde es ihm nur erlaubt, für Badezwecke in einem der Siedehäuser ein Zimmer mit einer Badewanne einzurichten, zu eigenen Kosten. Nachdem sich der gute Ruf der Quellen jedoch verbreitet hatte, stimmte die Regierung einer Erweiterung des Badebetriebs zu. Oberfinanzrat Reuß, Langsdorfs Nachfolger, erhielt 1821 staatliche Zuschüsse für die Eröffnung eines Badehauses. Da Salzhausen ein Kurbad plante, analysierte der Chemiker Justus von Liebig die Sole, auch um sie industriell nutzen zu können. Eine chemische Produktionsstätte in der heutigen Kirche musste jedoch wegen fehlender Rentabilität geschlossen werden. Liebig stellte bei seinen Analysen 1824 unbewusst elementares Brom her.
Er schrieb 1825 an den Kabinettssekretär Schleiermacher:
„Bei Gelegenheit der Analyse der Sole zu Salzhausen habe ich dem Finanzminister vorgeschlagen, die abfallende Mutterlauge auf Salzsäure und Bittersalz zu benutzen, vor einiger Zeit habe ich nun den Auftrag erhalten, zu Salzhausen eine Fabrik von Salzsäure und Bittersalz einzurichten, welche auf das Geringste angeschlagen dem Staate einen Gewinn von 2000–3000 fl. abwerfen wird. Ich bin vor 14 Tagen selbst in Salzhausen gewesen, es ist wirklich schade, dass die Badeanstalt nicht gleich in Anfange weiter ausgedehnt worden ist, und noch täglich Bestellungen auf Wohnungen einlaufen, welche nicht angenommen werden können, indem kein Platz mehr für Badegäste da ist. Man kann über die wirklich merkwürdigen Wirkungen dieser Sole nicht den mindesten Zweifel hegen, ich habe mich selbst durch den Augenschein überzeugt, dass Leute durch 20–30 Bäder, nachdem sie in Wiesbaden und Ems vergeblich gebadet hatten, in Salzhausen vollkommen wiederhergestellt worden sind. Die Einrichtungen sind im übrigen recht zweckmäßig, man lebt in Salzhausen recht angenehm und wohlfeil.“
Der Hofrat und erste Badearzt in Salzhausen Johann Adam Graff führte Liebigs Analyse in seiner Schrift über die Salzhäuser Mineralquellen an, Graffs Nachfolger Karl Phillip Möller ebenso.
Ende des 19. Jahrhunderts stagnierte die Entwicklung, und wenig mehr als 300 Kurgäste besuchten den Ort. 1897 wurde Salzhausen an die Bahnstrecke Friedberg–Nidda angeschlossen und erlebte einen neuen Aufschwung. Bereits in der Saison (Mai–September) 1898 verkaufte man 4739 Badekarten. 1990 kamen 18.634 Kurgäste.

### Neuzeit
Der Ort gehörte zum Amt Nidda. Die Ämter-Struktur wurde im Großherzogtum Hessen 1821 aufgelöst. 
 Die bisher von den Ämtern wahrgenommenen Aufgaben wurden Landräten (zuständig für die Verwaltung) und Landgerichten (zuständig für die Rechtsprechung) übertragen. Bad Salzhausen kam so zum Landratsbezirk Nidda und zum Landgericht Nidda. Die gerichtliche Zuständigkeit wechselte 1879 zum Amtsgericht Nidda.
Um 1900 zählte Bad Salzhausen 76 Einwohner. Der Ort wurde um diese Zeit eine selbständige Gemeinde, bis 1914 aber vom Bürgermeister des benachbarten Kohden mitverwaltet. Seit den 1950er Jahren wurde der Kurbetrieb über die Sommersaison auf das ganze Jahr hin ausgeweitet.
Bis September 2022 war die Justus-von-Liebig-Therme in Bad Salzhausen in Funktion; hier bestand ein hoher Sanierungsbedarf, der angesichts der regionalen Konkurrenz zu den Nachbarkurorten Bad Nauheim und Bad Vilbel nicht zu einer kommunal verantworteten Ersatzinvestition führte.
Hessische Gebietsreform (1970–1977)
Im Zuge der Gebietsreform in Hessen fusionierten zum 1. Dezember 1970 die bis dahin selbständigen Gemeinden Bad Salzhausen, Borsdorf, Fauerbach bei Nidda, Geiß-Nidda, Harb, Kohden, Michelnau, Ober-Lais, Ober-Schmitten, Ober-Widdersheim, Stornfels, Ulfa, Unter-Schmitten, Wallernhausen und die Stadt Nidda zur neuen Stadt Nidda.
Für die ehemals eigenständigen Gemeinden sowie für die Kernstadt von Nidda wurden Ortsbezirke mit Ortsbeirat und Ortsvorsteher nach der Hessischen Gemeindeordnung eingerichtet.

## Bevölkerung
Einwohnerstruktur 2011
Nach den Erhebungen des Zensus 2011 lebten am Stichtag dem 9. Mai 2011 in Bad Salzhausen 534 Einwohner. Darunter waren 36 (6,7 %) Ausländer.
Nach dem Lebensalter waren 36 Einwohner unter 18 Jahren, 159 waren zwischen 18 und 49, 117 zwischen 50 und 64 und 222 Einwohner waren älter.
Die Einwohner lebten in 174 Haushalten. Davon waren 90 Singlehaushalte, 39 Paare ohne Kinder und 27 Paare mit Kindern, sowie 12 Alleinerziehende und 6 Wohngemeinschaften. In 51 Haushalten lebten ausschließlich Senioren/-innen und in 105 Haushaltungen leben keine Senioren/-innen.
Im Jahr 1961 wurden 206 evangelische  (70,79 %) und 65 katholische (22,34 %) Christen gezählt.
Einwohnerentwicklung
| Bad Salzhausen: Einwohnerzahlen von 1905 bis 2021 | Bad Salzhausen: Einwohnerzahlen von 1905 bis 2021 | Bad Salzhausen: Einwohnerzahlen von 1905 bis 2021 | Bad Salzhausen: Einwohnerzahlen von 1905 bis 2021 | Bad Salzhausen: Einwohnerzahlen von 1905 bis 2021 |
| --- | ------------------------------------------------- | ------------------------------------------------- | ------------------------------------------------- | ------------------------------------------------- |
| Jahr |                                                   |                                                   |                                                   | Einwohner                                         |
| 1905 | 1905                                              |                                                   | 87                                                | 87                                                |
| 1910 | 1910                                              |                                                   | 75                                                | 75                                                |
| 1925 | 1925                                              |                                                   | 193                                               | 193                                               |
| 1939 | 1939                                              |                                                   | 205                                               | 205                                               |
| 1946 | 1946                                              |                                                   | 486                                               | 486                                               |
| 1950 | 1950                                              |                                                   | 404                                               | 404                                               |
| 1956 | 1956                                              |                                                   | 346                                               | 346                                               |
| 1961 | 1961                                              |                                                   | 291                                               | 291                                               |
| 1967 | 1967                                              |                                                   | 326                                               | 326                                               |
| 1970 | 1970                                              |                                                   | 361                                               | 361                                               |
| 1980 | 1980                                              |                                                   | ?                                                 | ?                                                 |
| 1990 | 1990                                              |                                                   | ?                                                 | ?                                                 |
| 1996 | 1996                                              |                                                   | 590                                               | 590                                               |
| 2000 | 2000                                              |                                                   | 554                                               | 554                                               |
| 2006 | 2006                                              |                                                   | 614                                               | 614                                               |
| 2010 | 2010                                              |                                                   | 568                                               | 568                                               |
| 2011 | 2011                                              |                                                   | 534                                               | 534                                               |
| 2016 | 2016                                              |                                                   | 656                                               | 656                                               |
| 2019 | 2019                                              |                                                   | 604                                               | 604                                               |
| 2021 | 2021                                              |                                                   | 648                                               | 648                                               |
| Datenquelle: Historisches Gemeindeverzeichnis für Hessen: Die Bevölkerung der Gemeinden 1834 bis 1967. Wiesbaden: Hessisches Statistisches Landesamt, 1968. Weitere Quellen: LAGIS; Stadt Nidda; Zensus 2011 |                                                   |                                                   |                                                   |                                                   |

## Politik
Ortsvorsteher ist Udo Franzke (Stand Juli 2024).

### Wappen
| | Blasonierung: „In Rot eine schräg liegende silberne Salzkrücke, um die sich eine silberne Äskulapschlange in Form des Großbuchstabens S windet.“ |
| Wappenbegründung: Aus dem alten Salzquellenort, der im 11. Jahrhundert aus dem Besitz der Fürstabtei Fulda an die Grafschaft Nidda überging, wurde seit Erbauung des Kurhauses 1826 ein schnell aufblühendes hessisches Staatsbad. Das Wappen nimmt auf die schon im 15. Jahrhundert bezeugte Salzgewinnung durch eine sogenannte „Salzkrücke“ Bezug, die seit Hupp missverständlich als „Salzhaken“ bezeichnet wurde; das Gerät wurde von den Salzsiedern verwendet. Die Äskulapschlange gilt als heraldisches Symbol für Heilbäder. Das Wappen wurde 1929 durch das Ministerium des Innern verliehen. | |

## Kultur

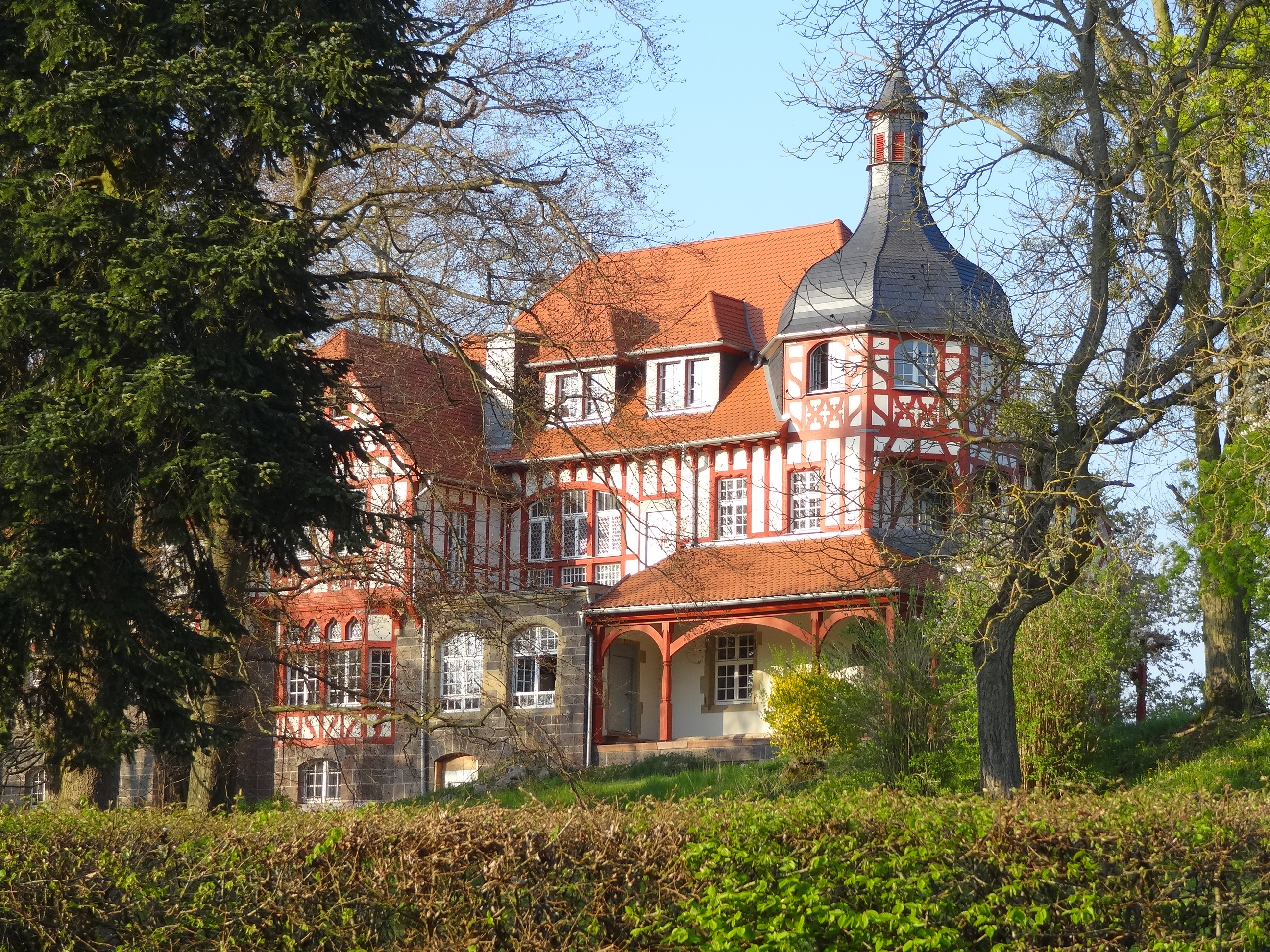
Haus Christiansruh

1826 errichtete Georg Moller das Kurhaus (Kurstraße 2), dem 1836 Seitenflügel angebaut wurden. 1827 schuf er den Parksaal (Ehem. Tanzsaal). Das Barockhaus in der Kurstraße 4/6/8 ist das älteste Haus des Kurorts und stammt noch aus der Salzsiedezeit. Das verschieferte Gebäude in der Quellenstraße 2 stammt aus der gleichen Zeit, das spätbarocke Glockenhaus in der Quellenstraße 6 von 1760. Das Haus Christiansruh, ein ursprünglich 1899 erbautes Fachwerkgebäude, steht abseits der Straße auf einem Anwesen. Das Badehaus in der Kurstraße 2 wurde 1906 von Bad Nauheim nach Salzhausen transloziert.
Der 52 Hektar große Kurpark wurde 1826 von Heinrich Karl Bindernagel angelegt und zählt zu den ältesten Kurparks in Deutschland. In ihm befindet sich die Malschule von Dieter Schiele. Ein alter Baumbestand und ein Teich am ehemaligen Rundgradierbau sind erhalten.

## Wirtschaft und Infrastruktur

### Kurbetrieb
Kurhaus und Kurpark wurden im 19. Jahrhundert erbaut und angelegt. 1860 wurde die Salzherstellung eingestellt. Nur das Heilbad wurde aufrechterhalten. In den 1950er Jahren richtete man einen zweiten Kurpark ein. Das Solebad bietet Bewegungsbäder und viele andere Therapieformen an. Das Gradierwerk dient der Atemtherapie. Ebenso werden die sechs Heilquellen
- Roland-Krug-Quelle
- Lithiumquelle
- Stahlquelle
- Schwefelquelle
- Nibelungenquelle
- Södergrundquelle

zu Behandlungen eingesetzt.
Bis zur Kommunalisierung des Bäderbetriebs im Jahre 1999 war Bad Salzhausen Hessisches Staatsbad. Im September 2022 wurde der Betrieb im Thermalbad eingestellt. Der Abriss des Bades war für den Sommer 2024 geplant. Seit Herbst 2024 wird der Plan eines privaten Investors diskutiert, anstelle der bisherigen Thermalbads eine neue Therme mit Sauna, Wellnesslandschaft und Hotel zu bauen, die bereits zur Landesgartenschau 2027 in Betrieb gehen soll. Die Gremien der Stadt Nidda beraten darüber.
Die Firma Asklepios betreibt die Neurologische Klinik.

### Verkehr
In einiger Entfernung zum Ort verläuft im Westen die Bundesstraße 455 und im Osten die Bundesstraße 457. Bad Salzhausen liegt westlich von Nidda. Der Ort liegt an der Bahnstrecke Beienheim–Schotten (Friedberg – Nidda). Der Haltepunkt Bad Salzhausen erhielt sein Empfangsgebäude (heute Gaststätte) im Jahr 1900. Den öffentlichen Personennahverkehr stellt die Hessische Landesbahn HLB sicher.

## Persönlichkeiten
- Gustav Pfannmüller (1820–1893), Architekt, Bergmeister und Hochschullehrer
- Wilhelm Wagenbach (1876–1945), Hochschullehrer für Maschinenbau, gestorben in Bad Salzhausen.
- Paul Laven (1902–1979), Rundfunkjournalist und Schriftsteller, gestorben in Bad Salzhausen.
- Ilse Behl (* 1937), Schriftstellerin